# Carissa Moore
Carissa Moore (Honolulu, 27 augustus 1992) is een Amerikaanse surfster.

## Levensloop
In 2011 en 2013 won ze de ASP World Tour.
In 2015 werkte ze mee aan de minidocumentaire Riss.